# REPowerEU

Bandiera dell'Unione europea

REPowerEU è il piano presentato il 18 maggio 2022 dalla Commissione europea per «porre fine alla dipendenza dell'Unione europea dai combustibili fossili della Russia [...] e affrontare la crisi climatica». Il piano è una risposta alle interruzioni del mercato energetico conseguente dall'invasione russa dell'Ucraina del 2022. La Commissione europea intende attuare il piano attraverso «il risparmio energetico, la diversificazione dell'approvvigionamento energetico e una più rapida diffusione delle energie rinnovabili per sostituire i combustibili fossili nelle case, nell'industria e nella generazione di energia elettrica».
Il Piano Nazionale di Ripresa e Resilienza (PNRR) occupa un posto centrale nel piano REPowerEU, in quanto sostiene il finanziamento delle infrastrutture nazionali e transfrontaliere.

## Contesto

### Risposta della UE all'invasione russa dell'Ucraina
Dall'inizio dell'invasione russa dell'Ucraina (24 febbraio 2022), l'Unione europea e diversi suoi alleati hanno deciso nuove sanzioni contro la Russia, dopo quelle del 2014, con lo scopo di «paralizzare» la capacità della Russia di «finanziare la sua macchina da guerra» e rendere difficile gestire le risorse per ottenere liquidità.
Inoltre, diversi governi dell'Unione europea hanno deciso di inviare armi e aiuti economici al governo ucraino, nonché di facilitare l'ingresso dei rifugiati ucraini nei propri territori.
Dall'inizio dell'invasione, quasi 5 milioni di ucraini si sono rifugiati negli Stati membri dell'Unione (fonte UNHCR). L'Unione europea ha deciso di ospitare i rifugiati per un massimo di tre anni senza richiesta di asilo e ha approvato la Direttiva di protezione temporanea.
D'altra parte, sulla base dello Strumento europeo per la pace, il 28 febbraio 2022 l'Unione europea ha deciso di finanziare l'invio di attrezzature e forniture alle forze armate ucraine.
La Commissione europea ha inoltre deciso di mobilitare il Centro satellitare dell'Unione europea per fornire servizi di intelligence all'Ucraina. In questo modo, la guerra russo-ucraina ha permesso all'Unione di affermarsi come forza geostrategica.
Nel frattempo, il cancelliere tedesco Olaf Scholz ha annunciato il riarmo dell'esercito del suo paese di proporzioni mai viste dalla fine della seconda guerra mondiale in Europa. Inoltre, la Germania ha negato la certificazione del gasdotto russo-tedesco Nord Stream 2, la cui costruzione era stata completata nel 2021 ma che non era ancora entrato in funzione, e la relativa società di gestione, Nord Stream 2 A.G., ha dichiarato bancarotta il 1º marzo 2022.

### Strategia energetica dell'Unione europea
La strategia energetica dell'Unione europea potrebbe essere definita come l'insieme delle azioni emanate dalla Commissione europea, dal Consiglio dell'Unione europea e dal Parlamento europeo, incluse nei trattati e ratificate dagli Stati membri per agire sulla quantità, sul costo e sulla disponibilità delle diverse fonti energetiche, con particolare attenzione alla salvaguardia dell'ambiente e alla sicurezza degli approvvigionamenti.
Nel 2021 i paesi dell'Unione europea hanno importato circa il 90% del gas consumato, del quale il 45% dalla Federazione russa. Dalla Russia provengono anche il 27% delle importazioni di petrolio e il 46% delle importazioni di carbone.

### Green Deal europeo
Il Green Deal europeo e il pacchetto Fit for 55 hanno l'ambizione di ridurre le emissioni di gas serra del 55% entro il 2030 e la neutralità climatica entro il 2050, rispetto al 1990.
L'8 marzo 2022 la Commissione europea segnalava al Parlamento europeo: «L'invasione dell'Ucraina da parte della Russia ha reso evidente e forte come mai prima d'ora la necessità di una transizione rapida verso l'energia pulita». Quindi la necessità di un piano per diversificare gli approvvigionamenti di gas e  ridurre più rapidamente la dipendenza da combustibili fossili.
Il 10-11 marzo 2022 si è tenuto a Versailles il Consiglio europeo, formato dai Capi di stato e di governo dell'Unione europea, che «riguarda l'aggressione russa nei confronti dell'Ucraina e illustra in che modo l'UE può rafforzare le capacità di difesa, ridurre le dipendenze energetiche e costruire una base economica più solida».
La Dichiarazione di Versailles dell'11 marzo, tra l'altro sostiene la necessità «di affrancarsi gradualmente dalla dipendenza dell'UE dalle importazioni di gas, petrolio e carbone russi» e invita «la Commissione europea a proporre, entro la fine di maggio 2022, un piano REPowerEU per rendere l'UE indipendente dai combustibili fossili russi».
Il 23 marzo 2022 la Commissione europea ha presentato al Parlamento europeo e al Consiglio dell'Unione europea la proposta di regolamento «concernente misure volte a garantire la sicurezza dell'approvvigionamento di gas [e] relativo alle condizioni di accesso alle reti di trasporto del gas naturale».
Il 7 aprile 2022 la Commissione europea, in coordinamento con gli Stati membri dell'Unione, ha istituito la piattaforma comune di acquisto dell'energia dell'Unione per garantire l'approvvigionamento di gas, GNL e idrogeno a prezzi accessibili e per uscire gradualmente dalla dipendenza dal gas russo.

## Provvedimenti
Con il piano REPowerEU la Commissione europea prevede di ridurre la dipendenza energetica con misure finanziarie e legislative con tre principali obiettivi:
- risparmiare energia;
- produrre energia pulita;
- diversificare l'approvvigionamento energetico.

Gli obiettivi saranno raggiunti con provvedimenti a breve termine e a medio termine da completare entro il 2027.

### Misure a breve termine
- Acquisti congiunti di gas, gas naturale liquefatto (GNL) e idrogeno tramite la piattaforma dell'Unione per l'energia per tutti gli Stati membri che vogliono partecipare e per l'Ucraina, la Moldavia, la Georgia e i Balcani occidentali.
- Nuovi partenariati energetici con fornitori affidabili, compresa una cooperazione futura sui gas rinnovabili e a basse emissioni di anidride carbonica.
- Rapida realizzazione di progetti nel settore dell'energia solare ed eolica unita alla diffusione dell'idrogeno da fonti rinnovabili per ridurre di circa 50 miliardi di m³ le importazioni di gas.
- Aumento della produzione di biometano per ridurre di 17 miliardi di m³ le importazioni di gas.
- Approvazione dei primi progetti dell'Unione nel settore dell'idrogeno entro l'estate.
- Comunicazione dell'Unione sul risparmio energetico con raccomandazioni sui modi in cui i cittadini e le imprese possono ridurre di circa 13 miliardi di m³ le importazioni di gas.
- Portare lo stoccaggio del gas all'80% della capacità entro il 1º novembre 2022.
- Piani di riduzione della domanda coordinati a livello dell'Unione Europea in caso di interruzione della fornitura di gas.

### Misure a medio termine
- Nuovi piani REPowerEU nazionali nel quadro del "Dispositivo per la ripresa e la resilienza" modificato per sostenere investimenti e riforme del valore di 300 miliardi di euro.
- Rafforzamento della decarbonizzazione industriale con 3 miliardi di euro di progetti anticipati nell'ambito del "Fondo per l'innovazione".
- Nuove norme e raccomandazioni per autorizzazioni più rapide per le rinnovabili in particolare in specifiche zone di riferimento a basso rischio ambientale.
- Investimenti in una rete di infrastrutture di gas ed energia elettrica integrata e adattata.
- Maggiore ambizione in materia di risparmio energetico con l'innalzamento dal 9% al 13% dell'obiettivo dell'Unione in materia di efficienza per il 2030.
- Aumento dal 40% al 45% dell'obiettivo europeo per le energie rinnovabili per il 2030.
- Nuove proposte dell'Unione per garantire l'accesso dell'industria alle materie prime critiche.
- Misure normative per aumentare l'efficienza energetica nel settore dei trasporti.
- Un "acceleratore di idrogeno" per ottenere 17,5 GW di elettrolizzatori entro il 2025 per alimentare l'industria dell'Unione europea con una produzione interna di 10 milioni di tonnellate di idrogeno rinnovabile.[17][18]
- Un quadro normativo moderno per l'idrogeno.

## Cronologia
- 8 marzo 2022 – La Commissione europea ha comunicato la necessità di un'«azione europea comune per un'energia più sicura, più sostenibile e a prezzi più accessibili».[11]
- 11 marzo 2022 – Il Consiglio europeo ha invitato la Commissione europea a proporre, entro la fine di maggio 2022, un piano per rendere l'Unione indipendente dai combustibili fossili russi.
- 23 marzo 2022 – La Commissione europea ha presentato la proposta di modifica dei regolamenti in materia di approvvigionamento e trasporto del gas.
- 7 aprile 2022 – La Commissione europea ha istituito la piattaforma comune di acquisto dell'energia (EU Energy Platform).
- 18 maggio 2022 – La Commissione europea ha presentato il piano REPowerEU.
- 25 maggio 2022 – La Commissione europea ha istituito la task force della piattaforma dell'Unione europea per l'energia per garantire fonti di approvvigionamento alternative.[19]
- 15 giugno 2022 – Unione europea, Egitto e Israele hanno firmato un memorandum d'intesa trilaterale per l'esportazione di gas naturale verso l'Europa.[20]
- 17 giugno 2022 – Unione europea, Stati Uniti e altri 11 paesi hanno varato il Global Methane Pledge (GMP), l'impegno globale per il metano volto a catalizzare la riduzione delle emissioni di metano nel settore del petrolio e del gas, a beneficio del clima e della sicurezza energetica.[21]
- 23 giugno 2022 – Unione europea e Norvegia hanno convenuto di rafforzare il loro partenariato per aumentare le forniture di gas a breve e a lungo termine, affrontare il problema dei prezzi elevati dell'energia e aumentare la cooperazione in materia di energia pulita, compreso l'idrogeno.[22]
- 27 giugno 2022 – I legislatori europei hanno varato il nuovo regolamento sullo stoccaggio del gas per la sicurezza degli approvvigionamenti in vista dell'inverno.[23]
- 15 luglio 2022 – La Commissione ha approvato IPCEI Hy2Tech, "importante progetto di comune interesse europeo", che mira a sviluppare tecnologie innovative per la catena del valore dell'idrogeno al fine di decarbonizzare i processi industriali e la mobilità.[24][25]
- 18 luglio 2022 – Unione europea e Azerbaigian hanno firmato un nuovo memorandum d'intesa su un partenariato strategico nel settore dell'energia e per raddoppiare la capacità del corridoio meridionale del gas che fornirà ai paesi dell'Unione almeno 20 miliardi di m³ di gas all'anno entro il 2027.[26]
- 20 luglio 2022 – La Commissione europea ha presentato il piano Save Gas for a Safe Winter (Risparmiare gas per un inverno sicuro) con l'obiettivo di riduzione della domanda di gas nei paesi dell'Unione del 15% nel periodo compreso tra il 1º agosto 2022 e il 31 marzo 2023.[27]
- 18 ottobre 2022 – La Commissione europea ha presentato ulteriori proposte per combattere i prezzi elevati dell'energia e garantire la sicurezza dell'approvvigionamento.[28]
- 19 dicembre 2022 – Il Consiglio dei ministri dell'energia ha approvato le modifiche della direttiva sulle energie rinnovabili, con le quali gli Stati membri stabiliranno zone di riferimento dedicate per le energie rinnovabili e procedure autorizzative abbreviate e semplificate nelle zone con minori rischi ambientali.[29]
- 13 gennaio 2023 – La Commissione europea ha istituito il Comitato direttivo ad hoc per «agevolare il coordinamento dell'aggregazione della domanda e l'acquisto congiunto di gas».[30]
- 25 aprile 2023 – La Commissione europea ha lanciato una nuova procedura che consente alle imprese europee di registrare il rispettivo fabbisogno di gas attraverso il meccanismo AggregateEU in vista dell'acquisto in comune di gas a livello dell'Unione.[31][32]
- 10 maggio 2023 – La Commissione europea ha lanciato la «prima gara internazionale per l'acquisto congiunto di gas», nell'ambito della Piattaforma dell'UE per l'energia (EU Energy Platform).[33]

## Pubblicazioni
- Piano REPowerEU, Bruxelles, Commissione europea, 18 maggio 2022.